# Honda XL 250
Die XL 250 ist eine Enduro des japanischen Herstellers Honda und entstand 1973 aus einer Umbenennung der kurz vorher in 1972 erstmals auf den Markt gebrachten SL 250 S, welche mit ihren 4 Ventilen und einer obenliegenden Nockenwelle (OHC) den Grundstein für alle bei Honda folgenden Enduros legte.

## Modellgeschichte
In den 60er Jahren waren Scrambler in den USA sehr verbreitet – Straßenmotorräder mit höherer Sitzposition, deren Geländegängigkeit durch grobstollige Reifen und hochgelegte Auspuffanlagen leicht verbessert wurde. Ende der 60er legte Honda eine Serie von SL-Modellen auf, die den Übergang vom Scrambler zur Enduro einleiteten. Die SL 250 kam 1972 auf den Markt und begründete bei Honda eine Serie von erfolgreichen und (damals) modernen Enduros, die bis in die späten 80er Jahre gefertigt wurden. Da dies auch in der Modellbezeichnung erkennbar sein sollte, wurde die SL 250 in 1973 umbenannt in XL 250. In Deutschland wurde die XL 250 ab 1974 angeboten.
- SL 90 (1969)
- SL 350 (1969–1973)
- SL 175 (1970–1972)
- SL 100 (1970–1973)
- SL 70 (1971–74), 1974 umbenannt in XL 70 (bis 1977)
- SL 125 (1971–1974)
- SL 250 (1972–), 1973 umbenannt in XL 250
  - 1972 ab 1973 XL 250
  - 1975 XL 250 (K0, K1, K2)
  - 1976 XL 250 K3
  - 1977 XL 250 K4
  - 1979 XL 250 S z
  - 1980 XL 250 S a
  - 1981 XL 250 S b
  - 1982 XL 250 R (MD03)
  - 1984 XL 250 R (MD11)

## Technik

### Gemeinsamkeiten
Alle Modelle hatten vorne und hinten Trommelbremsen, deren geringe Wirkung zumindest auf der Straße gewöhnungsbedürftig ist. Die Maschinen verfügen über einen relativ kleinen Ölvorrat, haben aber keine Öldruckleuchte und keinen Ölfilter, so dass regelmäßige Ölkontrolle bzw. Ölwechsel höchst empfehlenswert sind. Ein häufiges Problem der Motoren sind (ähnlich wie beim größeren Modell XL 500) Undichtigkeiten an Ventildeckel und Zylinderkopf, hervorgerufen durch zu schwach dimensionierte Stehbolzengewinde, die nach einiger Zeit die auftretenden Kräfte nicht mehr aufnehmen können.

### Unterschiede
Die Modelle bis 1981 (Bezeichnung „S“) hatten eine konventionelle Schwinge mit zwei Federbeinen, ein 23 Zoll Vorderrad sowie ein 6-Volt-Bordnetz. Ab 1982 (Bezeichnung „R“) kam ein Monofederbein mit einer Hebelumlenkung zum Einsatz. Dieses System trug den Hausinternen Namen Pro-Link und wurde von der Shōwa Corporation hergestellt. Des Weiteren wurde das 23 Zoll Vorderrad durch ein 21 Zoll messendes und das 6-Volt-Bordnetz durch eines mit 12 Volt ersetzt. Der Motor erhielt unter anderem einen geänderten Steuerkettenspanner. Die S-Modelle hatten ein Getriebe mit fünf Gängen, die R-Modelle mit sechs.

### Nachfolger
Im Jahr 2012 stellte Honda einen komplett neu konstruierten Nachfolger, die CRF 250 L vor.

## Technische Daten
Die XL 250 K3 (1976 bis 1978) hatte folgende Daten:
- Motor: fahrtwindgekühlter OHC-Einzylinder mit vier Ventilen
  - Bohrung × Hub: 74 × 57,8 (mm)
  - Hubraum: 248 cm3
  - Verdichtung 9,1
  - Leistung: 20 PS (15 kW) bei 7500/min
  - Leistung (ab 1977): 17 PS (13 kW) bei 7500/min (die verschiedenen Modelle von 1972 bis 1986 hatten geringfügig unterschiedliche Leistung)
  - Maximales Drehmoment: 19,5 Nm bei 6500/min
  - Gemischaufbereitung: Vergaser Keihin 28 mm
  - Zündung: Kontaktzündung über Schwunglichtmagnet
- Bordnetz: 6 Volt
- Kraftübertragung
  - Primärantrieb: schrägverzahnte Zahnräder, Mehrscheibenkupplung im Ölbad, klauengeschaltetes Fünfganggetriebe
  - Sekundärantrieb: Rollenkette
- Fahrwerk: Einrohrrahmen mit geteiltem Unterzug und zweiarmiger Hinterradschwinge aus Stahlrohr
- Federung
  - vorn: Teleskopgabel mit 181 mm Federweg
  - hinten: zwei in der Federbasis einstellbare Federbeine mit 105 mm Federweg
- Maße und Gewichte
  - Radstand: 1400 mm
  - Nachlauf: 140 mm
  - Nachlaufwinkel: 59,5 Grad
  - Lenkerbreite: 850 mm
  - Lenkerhöhe: 1008 mm
  - Sitzhöhe: 820 mm
  - Gewicht fahrfertig: 140 kg
  - Tankinhalt: 9 Liter
- Messwerte
  - Höchstgeschwindigkeit solo 110 bis 120 km/h
  - Verbrauch 3 bis 5 Liter Normalbenzin auf 100 km (die ersten Modelle benötigten 95ROZ)
  - Reichweite 170 bis 280 km
- Preis: 1976: 3818 DM, 1977: 3710 DM; Stand 2013 waren laut KBA noch etwas mehr als 3.000 Motorräder dieses Typs in Deutschland zugelassen.